# Ławeczka budowniczych Portu Gdynia
Ławeczka budowniczych Portu Gdynia – pomnik upamiętniający "ojców" Portu Gdynia Eugeniusza Kwiatkowskiego i Tadeusza Wendę, odsłonięty w stulecie założenia portu Gdynia. Znajduje się na końcu Ostrogi Pilotowej w gdyńskim porcie.

## Opis
Ławeczkę wykonano z brązu, waży 300kg. Pomnik został odlany po zaakceptowaniu miniatury wykonanej z materiału metalicznego. Ławeczkę wykonała firma Celstan.
Na postumencie pod ławeczką znajduje się napis o treści: 

INŻ. TADEUSZ KWIATKOWSKI ORAZ INŻ. TADEUSZ WENDA
NIECH DOKONANIA BUDOWNICZYCH BĘDĄ DLA NAS WSZYSTKICH INSPIRACJĄ I DOWODEM, ŻE NIE MA RZECZY NIEMOŻLIWYCH

oraz loga sponsorów i patronów.
Postacie Wendy i Kwiatkowskiego skierowane są w stronę wyjścia z portu. Ławeczka umiejscowiona jest na końcu Ostrogi Pilotowej na Nabrzeżu Pilotowym, blisko kapitanatu Portu i Muzeum Emigracji.

## Odsłonięcie
Odsłonięcie pomnika miało miejsce 23 września 2022 roku, czyli w stulecie początku historii portu, bo 23 września 1922 roku sejm podjął ustawę o jego budowie. Obecni byli przedstawiciele władz Portu Gdynia, minister Marcin Horała, lokalni radni oraz potomkowie Kwiatkowskiego i Wendy.
Na uroczystości odczytano list gratulacyjny od Andrzeja Dudy, prezydenta RP. Odbył się również pokaz lotniczy w wykonaniu samolotu grupy „Żelazny”.